# 수지 에스먼
수지 에스먼(Susie Essman, 1955년 5월 31일 ~ )은 미국의 배우, 희극인, 작가, TV 프로듀서이다.

## 출연 작품
- 밴드 에이드 (2017)
- 웨어 해브 유 곤, 루 디마지오 (2016)
- 커브 유어 엔수지애즘 8 (2011)
- 캅 아웃 (2010)
- 러빙 레아 (2009)
- 슈퍼 라이노 (2009)
- 볼트 (2008)
- 더 맨 (2005)
- 아리스토크래츠 (2005)
- 시크릿 라이브즈 오브 덴티스츠 (2002)
- 키핑 더 페이스 (2000)
- 비상 계엄 (1998)
- 볼케이노 (1997)
- 더 데일리 쇼 위드 존 스튜어트 (1996)
- 법과 질서 (1990)
- 크로커다일 던디 2 (1988)